# Lodewijk Joachim Vleeschouwer
Lodewijk Joachim Vleeschouwer (französisch Louis-Joachim Vleeschouwer; * 19. August 1810 in Antwerpen; † 12. Oktober 1866 ebenda) war ein flämischer Schriftsteller und Journalist.

## Leben
Lodewijk Joachim Vleeschouwer erhielt nach dem Besuch der Volksschule Unterricht durch einen Lateinlehrer und absolvierte dann das Gymnasium von Sint-Niklaas. 1828 begab er sich in die Vereinigten Staaten. Dort erwarb er sich als Sprachlehrer genügend Mittel, um nach seiner Rückkehr nach Europa 1834 und einem Aufenthalt in London an den Universitäten von Paris und Berlin Medizin studieren zu können. Zwar beendete Vleeschouwer, der mehrere Sprachen beherrschte, seine Ausbildung in der medizinischen Disziplin erfolgreich, doch verzichtete er auf die ärztliche Praxis und wandte sich stattdessen dem Journalismus zu. Er kehrte, nachdem er seit 1840 in Brüssel und Maastricht mehrere teils französische, teils flämische Blätter wie Le Courrier du Limbourg redigiert hatte, 1844 nach Antwerpen zurück, um an die Spitze des neugegründeten Handelsblad zu treten. Hier rief er 1847 ein im Antwerpener Dialekt geschriebenes satirisches Blatt, De Roskam, ins Leben, das 1848 in Het Vaderland umgewandelt wurde und 1849 einging. Seit 1847 gab er mit J. W. Wolf die literarische Zeitschrift De Broederhand heraus. 1851 übernahm er die Redaktion des Journal d’Anvers, die er 1860 aufgab, um wiederum ein satirisches Blatt, Reinaert de Vos, zu gründen. Er starb am 12. Oktober 1866 im Alter von 56 Jahren in Antwerpen.
Von Vleeschouwers Schriften sind seine vortreffliche niederländische Übersetzung von Goethes Faust (Antwerpen 1842; 2. Aufl. 1864) und das Skizzenbuch Stukken en brokken (Skizzen aus seinem Aufenthalt in Amerika, Antwerpen 1851) erwähnenswert.